# Kantatie 53
La Kantatie 53 (in svedese Stamväg 53) è una strada principale finlandese. Ha inizio a Hämeenlinna e si dirige verso nord-est, dove si conclude dopo 47 km nei pressi del Padasjoki.

## Percorso
La Kantatie 53, data la brevità del percorso attraversa esclusivamente i comuni di partenza e di arrivo.